# Юго-Восточная конференция
Юго-Восточная конференция (англ. The Southeastern Conference) — спортивная студенческая конференция в США, чьи члены в основном расположены в юго-восточном регионе США. Штаб-квартира расположена в Бирмингеме (штат Алабама). Конференция SEC входит в первый дивизион Национальная ассоциация студенческого спорта, а команды по американскому футболу выступают в поддивизионе Football Bowl (FBS), ранее известном как Дивизион I-A. Конференция является одной из самых финансово-успешных конференций в NCAA. Так, в сезоне 2010/11 конференция распределила между своими членами 220 млн долларов.
Конференция SEC стала одним из основателей Bowl Championship Series (BCS). Участники конференции соревнуются в 21 виде спорта — девяти мужских и 12 женских.

## Виды спорта
Юго-Восточная конференция финансирует чемпионаты по девяти мужским и двенадцати женским видам спорта. Конференция предоставляет большое количество стипендий для спортсменов, специализирующихся по американскому футболу, а также поддерживает гендерное равенство, согласно которому, в каждом учебном заведении должно быть на два женских вида спорта больше, чем мужских. Недавно подобное правило было введено во всём первом дивизионе NCAA.
| Спорт                                              | мужских | Женских |
| -------------------------------------------------- | ------- | ------- |
| Бейсбол                                            | 14      | -       |
| Баскетбол                                          | 14      | 14      |
| Легкоатлетический кросс                            | 13      | 14      |
| Конный спорт                                       | -       | 4       |
| Американский футбол                                | 14      | -       |
| Гольф                                              | 14      | 14      |
| Гимнастика                                         | -       | 8       |
| Футбол                                             | -       | 14      |
| Софтбол                                            | -       | 13      |
| Плавание и Прыжки в воду                           | 10      | 12      |
| Теннис                                             | 13      | 14      |
| Беговые виды лёгкой атлетики в закрытых помещениях | 13      | 14      |
| Беговые виды лёгкой атлетики                       | 13      | 14      |
| Волейбол                                           | -       | 13      |

## Члены конференции

### Действующие члены
| Университет                 | Место положения (население)         | Дата основания | Тип             | Студентов | Вступление в конференцию | Прозвище     | Маскот                                                                              |
| --------------------------- | ----------------------------------- | -------------- | --------------- | --------- | ------------------------ | ------------ | ----------------------------------------------------------------------------------- |
| Восточный дивизион          |                                     |                |                 |           |                          |              |                                                                                     |
| Флоридский университет      | Гейнсвилл (Флорида) (124 491)       | 1853           | Государственный | 51 474    | 1932                     | Гейторс      | Альберт и Альберта                                                                  |
| Университет Джорджии        | Атенс (Джорджия) (114 983)          | 1785           | Государственный | 35 520    | 1932                     | Бульдогс     | Hairy Dawg, Uga (живой бульдог)                                                     |
| Кентуккийский университет   | Лексингтон (Кентукки) (301 569)     | 1865           | Государственный | 28 094    | 1932                     | Уайлдкэтс    | The Wildcat, Scratch, Blue (живая рысь)                                             |
| Миссурийский университет    | Колумбия (Миссури) (110 438)        | 1839           | Государственный | 34 255    | 2012                     | Тайгерс      | Truman the Tiger                                                                    |
| Университет Южной Каролины  | Колумбия (Южная Каролина) (130 591) | 1801           | Государственный | 30 721    | 1991                     | Геймкокс     | Cocky, Sir Big Spur (живой бойцовый петух)                                          |
| Университет Теннесси        | Ноксвилл (Теннесси) (184 802)       | 1794           | Государственный | 27 523    | 1932                     | Волонтирс    | Smokey (живая енотовая гончая собака), Smokey (костюм)                              |
| Университет Вандербильта    | Нашвилл (Теннесси) (635 710)        | 1873           | Частный         | 12 093    | 1932                     | Коммодорс    | Mr. C                                                                               |
| Западный дивизион           |                                     |                |                 |           |                          |              |                                                                                     |
| Алабамский университет      | Таскалуса (Алабама) (93 357)        | 1831           | Государственный | 33 602    | 1932                     | Кримсон Тайд | Big Al                                                                              |
| Университет Арканзаса       | Фейетвилл (Арканзас) (77 143)       | 1871           | Государственный | 25 365    | 1991                     | Рэйзорбекс   | Big Red, Boss Hog, Ribby (только бейсбол), Pork Chop, Sue-E, Tusk IV (живая свинья) |
| Обернский университет       | Оберн (Алабама) (53 380)            | 1856           | Государственный | 25 078    | 1932                     | Тайгерс      | Aubie, War Eagle VII (живой золотой орёл)                                           |
| Университет штата Луизиана  | Батон-Руж (Луизиана) (229 553)      | 1860           | Государственный | 29 549    | 1932                     | Тайгерс      | Mike the Tiger (Mascot), Mike VI (живой бенгальско-сибирский тигр)                  |
| Миссисипский университет    | Оксфорд (Миссисипи) (19 000)        | 1848           | Государственный | 19 822    | 1932                     | Ребелс       | Rebel Black Bear                                                                    |
| Университет штата Миссисипи | Старквилл (Миссисипи) (24 187)      | 1878           | Государственный | 21 424    | 1932                     | Бульдогс     | Bully (живой бульдог)                                                               |
| Техасский университет A&M   | Колледж-Стейшен (Техас) (96 921)    | 1876           | Государственный | 52 585    | 2012                     | Эггис        | Reveille (живая колли)                                                              |

### Бывшие члены
| Университет                       | Место положения (Население)       | Дата основания | Тип             | Студентов | Присоединился | Покинул | Прозвище       | Нынешняя конференция        |
| --------------------------------- | --------------------------------- | -------------- | --------------- | --------- | ------------- | ------- | -------------- | --------------------------- |
| Сивайни: Университет юга          | Сивайни (Теннесси) (2 361)        | 1857           | Частный         | 1 560     | 1932          | 1940    | Тайгерс        | SAA (Дивизион III NCAA)     |
| Технологический институт Джорджии | Атланта (Джорджия) (420 003)      | 1885           | Государственный | 21 557    | 1932          | 1964    | Йеллоу Джекетс | ACC                         |
| Тулейнский университет            | Новый Орлеан (Луизиана) (360 740) | 1834           | Частный         | 13 359    | 1932          | 1966    | Грин Вейв      | C-USA (Американская в 2014) |